# Tini-Kling
Tini-Kling är en svensk dokumentärfilm från 1951. Filmen visar Djurgårdens IF:s resa till Fjärran östern 1950.

### Fotnoter
1. ↑  ”Tini-Kling”. Svenska Filmer. http://sfi.se/sv/svensk-filmdatabas/Item/?itemid=4324&type=MOVIE&iv=Basic&ref=/templates/SwedishFilmSearchResult.aspx?id%3d1225%26epslanguage%3dsv%26searchword%3dTini-Kling%26type%3dMovieTitle%26match%3dBegin%26page%3d1%26prom%3dFalse. Läst 15 april 2013.